# Ivan Vavpotič
Ivan Vavpotič (né le 21 février 1877 à Kamnik et mort le 11 janvier 1943 à Ljubljana) est un peintre slovène.

## Biographie
En 1897, il étudie à l'Académie de Prague.
Fin 1918, alors que les Slovènes rallient l'État des Slovènes, Croates et Serbes (qui a donné la Yougoslavie), Vavpotič dessine le timbre-poste au type Verigar pour une émission locale à Ljubljana. Le timbre représente un Slave se libérant de ses chaînes sur fond de soleil levant.